# Przejście graniczne Gołdap-Gusiew
Przejście graniczne Gołdap-Gusiew to polsko-rosyjskie drogowe przejście graniczne położone w województwie warmińsko-mazurskim, w powiecie gołdapskim, w gminie Gołdap, w miejscowości Gołdap. Do przejścia po stronie polskiej prowadzi droga krajowa nr 65, a po stronie rosyjskiej droga nr 27A-011. Od 15 marca 2020 przejście zamknięte do odwołania.

## Historia
Przejście graniczne Gołdap-Gusiew powstało dzięki umowie między Rządem Rzeczypospolitej Polskiej a Rządem Federacji Rosyjskiej. Czynne jest przez całą dobę. Dopuszczony jest ruch osobowy, autobusy zarejestrowane w Rzeczypospolitej Polskiej i Federacji Rosyjskiej, towarowy – pojazdami o masie całkowitej do 7,5 tony. W okresie od 27 lipca 2012 do 3 lipca 2016 otwarty był również mały ruch graniczny. Przejście graniczne obsługuje Placówka Straży Granicznej w Gołdapi.
W okresie istnienia Związku Radzieckiego od 24 stycznia 1986 r. zaczął funkcjonować tu polsko-radziecki Punkt Uproszczonego Przekraczania Granicy Gołdap-Oziorsk. Przekraczanie granicy odbywało się na podstawie przepustek. Organy Wojsk Ochrony Pogranicza wykonywały odprawę graniczną i celną.